# (212795) Fangjiancheng
(212795) Fangjiancheng est un astéroïde de la ceinture principale.

## Description
(212795) Fangjiancheng est un astéroïde de la ceinture principale. Il fut découvert le 9 octobre 2007 à XuYi par le programme de relevé astronomique d'objets géocroiseurs de l'observatoire de la Montagne Pourpre (PMO NEO). Il présente une orbite caractérisée par un demi-grand axe de 2,23 UA, une excentricité de 0,12 et une inclinaison de 4,9° par rapport à l'écliptique.